# قوات التحرير المسلحة زاراتي ويلكا
قوات التحرير المسلحة زاراتي ويلكا (Fuerzas Armadas de Liberación Zárate Willca) جماعة مسلحة بوليفية نشأت حوالي عام 1985 وظهرت على السطح بسلسلة من التفجيرات والاغتيالات ومحاولات الاغتيال في لاباز، بوليفيا، خلال عامي 1988 و1989.
وقد أعلنوا مسؤوليتهم عن محاولة اغتيال وزير خارجية الولايات المتحدة جورج شولتز في أغسطس 1988، وتفجير البرلمان البوليفي في ديسمبر 1988، وتفجير آخر تسبب في انقطاع التيار الكهربائي محلياً، وتفجير دار اجتماعات المورمون، وقتل اثنين من المبشرين المورمون الأميركيين في 24 مايو 1989، وتفجير السفارة الأميركية في محاولة فاشلة لاغتيال السفير الأميركي روبرت إس جيلبارد في 20 ديسمبر 1989. بحلول عام 1991، قُبض على معظم أعضاء المجموعة ومحاكمتهم وإدانتهم وسجنهم، وحُلت المنظمة فعليًا.
سُميت المجموعة على اسم بابلو زاراتي ويلكا، المعروف باسم ويلكا، الذي توفي في عام 1905 بعد قيادته لتمرد هندي كبير.